# 野崎勲
野崎 勲（のざき いさお、1942年〈昭和17年〉9月10日 - 2004年〈平成16年〉3月14日）は、日本の宗教家。創価学会副会長だった。
大阪府出身。1965年京都大学経済学部卒、聖教新聞社に入る。創価学会男子部長、青年部長、総合青年部長、副会長、神奈川県長。日本共産党と創価学会との合意についての協定に関与、『月刊ペン』の池田大作攻撃に対して論陣を張った。

## 著書
- 『公明党の姿勢 都議会公明党の活躍を通して公明党の全容を明かす』新社会研究所 1969
- 『謀略 山崎弁護士の黒い手口』現代史出版会、1981年1月。NDLJP:12291106。
- 『創価学会の真実 崩壊した山崎、隈部らの策略』毎日新聞社、1983年3月。NDLJP:12261102。
- 『人間失格・こんな悪い奴はいない 裁かれた山崎正友の正体』自由社 2002

### 共著
- 『対論日本における政治と宗教 創価学会・公明のめざすもの』高瀬広居共著 ワイズ・ジャパン編 財界通信社 1995
- 『「対論」民衆運動としての創価学会 戦後民主主義に"光"はあった』岡庭昇共著 第三文明社 2002